# Troféu Triangular de Caracas
O Troféu Triangular de Caracas, Torneio de Caracas, ou ainda Triangular de Caracas, são nomes genéricos de 10 torneios disputados entre 1958 e 1981 entre clubes e seleções, principalmente de países de língua espanhola ou portuguesa. Eram torneios amistosos de pré-temporada, mas que foram bastantes prestigiados na época.
Já participaram nesses torneios grandes clubes como: Real Madrid, Barcelona, Peñarol, Benfica, Sporting, Porto, Botafogo, Cruzeiro, Grêmio, Vasco e Independiente. E seleções como: Seleção Argentina, Seleção Soviética e Seleção Colombiana.
O maior vencedor dessas competições foi o Botafogo, com 3 títulos. Em abril de 2020, foi divulgado que o Botafogo pleitearia, junto à FIFA, o reconhecimento dos títulos como taças mundiais de clubes, tendo a entidade global respondido negativamente à possibilidade.

## Edições
| Ano  | Campeão       | Vice-campeão      | 3º Colocado        | Nome do Torneio                               |
| 1958 | Bangu         | Malmö FF          | Osasuna            | Copa Navidad de Caracas                       |
| 1967 | Botafogo      | Barcelona         | Peñarol            | Taça Círculo de Periódicos Esportivos de 1967 |
| 1968 | Botafogo      | Seleção Argentina | Benfica            | Troféo Julio Bustamante e Oldemario Ramos     |
| 1969 | Dínamo Moscou | Deportivo Itália  | Vasco da Gama      | Copa Carnaval de Caracas                      |
| 1970 | Botafogo      | Seleção Soviética | FC Spartak Trnava  | Torneo Triangular de Caracas                  |
| 1970 | Cruzeiro      | Porto             | Celta de Vigo      | Torneo Triangular de Caracas                  |
| 1976 | La Coruña     | Deportivo Itália  | Millonarios        | Torneo Triangular de Caracas                  |
| 1977 | Cruzeiro      | Grêmio            | Indepentiente      | Torneo Triangular de Caracas                  |
| 1980 | Real Madrid   | Benfica           | Seleção Colombiana | Copa Ciudad de Caracas                        |
| 1981 | Sporting      | Valência          | Millonarios        | Copa Ciudad de Caracas                        |

## Países que já participaram
| País            | Número de edições                             |
| Brasil          | 7 (1958, 1967, 1968, 1969, 1970, 1970 e 1977) |
| Espanha         | 6 (1958, 1967, 1970, 1976, 1980 e 1981)       |
| Portugal        | 4 (1968, 1970, 1980 e 1981)                   |
| Colômbia        | 3 (1976, 1980 e 1981)                         |
| Argentina       | 2 (1968 e 1977)                               |
| União Soviética | 2 (1969 e 1970)                               |
| Venezuela       | 2 (1969 e 1976)                               |
| Suécia          | 1 (1958)                                      |
| Uruguai         | 1 (1967)                                      |
| Tchecoslováquia | 1 (1970)                                      |

## Campeões
| Campeão       | Títulos               |
| Botafogo      | 3 (1967, 1968 e 1970) |
| Cruzeiro      | 2 (1970 e 1977)       |
| Bangu         | 1 (1958)              |
| Dínamo Moscou | 1 (1969)              |
| La Coruña     | 1 (1976)              |
| Real Madrid   | 1 (1980)              |
| Sporting      | 1 (1981)              |

## Títulos por países
| País            | Títulos                                 |
| Brasil          | 6 (1958, 1967, 1968, 1970, 1970 e 1977) |
| Espanha         | 2 (1976 e 1980)                         |
| União Soviética | 1 (1969)                                |
| Portugal        | 1 (1981)                                |